# CD68
CD68 (англ. CD68 molecule) – білок, який кодується однойменним геном, розташованим у людей на короткому плечі 17-ї хромосоми. Довжина поліпептидного ланцюга білка становить 354 амінокислот, а молекулярна маса — 37 408.
| 10         |  | 20         |  | 30         |  | 40         |  | 50         |
| ---------- |  | ---------- |  | ---------- |  | ---------- |  | ---------- |
| MRLAVLFSGA |  | LLGLLAAQGT |  | GNDCPHKKSA |  | TLLPSFTVTP |  | TVTESTGTTS |
| HRTTKSHKTT |  | THRTTTTGTT |  | SHGPTTATHN |  | PTTTSHGNVT |  | VHPTSNSTAT |
| SQGPSTATHS |  | PATTSHGNAT |  | VHPTSNSTAT |  | SPGFTSSAHP |  | EPPPPSPSPS |
| PTSKETIGDY |  | TWTNGSQPCV |  | HLQAQIQIRV |  | MYTTQGGGEA |  | WGISVLNPNK |
| TKVQGSCEGA |  | HPHLLLSFPY |  | GHLSFGFMQD |  | LQQKVVYLSY |  | MAVEYNVSFP |
| HAAQWTFSAQ |  | NASLRDLQAP |  | LGQSFSCSNS |  | SIILSPAVHL |  | DLLSLRLQAA |
| QLPHTGVFGQ |  | SFSCPSDRSI |  | LLPLIIGLIL |  | LGLLALVLIA |  | FCIIRRRPSA |
| YQAL       |  |            |  |            |  |            |  |            |

A: Аланін

C: Цистеїн

D: Аспарагінова кислота

E: Глутамінова кислота

F: Фенілаланін

G: Гліцин

H: Гістидин

I: Ізолейцин

K: Лізин

L: Лейцин

M: Метіонін

N: Аспарагін

P: Пролін

Q: Глутамін

R: Аргінін

S: Серин

T: Треонін

V: Валін

W: Триптофан

Задіяний у такому біологічному процесі, як альтернативний сплайсинг. 
Локалізований у клітинній мембрані, мембрані, лізосомі, ендосомах.